# Заграђе (Беране)
Заграђе је насеље у општини Беране у Црној Гори. Према попису из 2003. било је 280 становника (према попису из 1991. било је 318 становника).

## Демографија
У насељу Заграђе живи 226 пунолетних становника, а просечна старост становништва износи 39,2 година (37,3 код мушкараца и 41,8 код жена). У насељу има 81 домаћинство, а просечан број чланова по домаћинству је 3,46.
Ово насеље је углавном насељено Србима (према попису из 2003. године), а у последња три пописа, примећен је пад у броју становника.
|  |

| Демографија | Демографија | Демографија |
| Година      | Становника  | Становника  |
| ----------- | ----------- | ----------- |
|             |             |             |
|             |             |             |
|             |             |             |
|             |             |             |
| 1948.       | 536         |             |
| 1953.       | 524         |             |
| 1961.       | 454         |             |
| 1971.       | 467         |             |
| 1981.       | 428         |             |
| 1991.       | 318         | 316         |
| 2003.       | 296         | 280         |
|             |             |             |

| Етнички састав према попису из 2003.‍ | Етнички састав према попису из 2003.‍ | Етнички састав према попису из 2003.‍ | Етнички састав према попису из 2003.‍ | Етнички састав према попису из 2003.‍ |
| ------------------------------------ | ------------------------------------ | ------------------------------------ | ------------------------------------ | ------------------------------------ |
|                                      |                                      |                                      |                                      |                                      |
| Срби                                 | Срби                                 |                                      | 198                                  | 70,71%                               |
| Црногорци                            | Црногорци                            |                                      | 72                                   | 25,71%                               |
| Муслимани                            | Муслимани                            |                                      | 1                                    | 0,35%                                |
| непознато                            | непознато                            |                                      | 0                                    | 0,0%                                 |

| Година пописа     | 1948. | 1953. | 1961. | 1971. | 1981. | 1991. | 2003. |
| ----------------- | ----- | ----- | ----- | ----- | ----- | ----- | ----- |
| Број домаћинстава | 101   | 106   | 98    | 99    | 85    | 93    | 83    |

| Број чланова      | 1  | 2  | 3  | 4  | 5 | 6 | 7  | 8 | 9 | 10 и више | Просек |
| ----------------- | -- | -- | -- | -- | - | - | -- | - | - | --------- | ------ |
| Број домаћинстава | 81 | 14 | 18 | 16 | 8 | 9 | 10 | 4 | 1 | 1         | 0      |

| Пол    | Укупно | Неожењен/Неудата | Ожењен/Удата | Удовац/Удовица | Разведен/Разведена | Непознато |
| ------ | ------ | ---------------- | ------------ | -------------- | ------------------ | --------- |
| Мушки  | 135    | 73               | 53           | 5              | 2                  | 2         |
| Женски | 98     | 20               | 52           | 26             | 0                  | 0         |
| УКУПНО | 233    | 93               | 105          | 31             | 2                  | 2         |

| Пол    | Укупно                    | Пољопривреда, лов и шумарство | Рибарство                            | Вађење руде и камена | Прерађивачка индустрија       |
| ------ | ------------------------- | ----------------------------- | ------------------------------------ | -------------------- | ----------------------------- |
| Мушки  | 39                        | 10                            | 0                                    | 1                    | 14                            |
| Женски | 7                         | 1                             | 0                                    | 0                    | 0                             |
| УКУПНО | 46                        | 11                            | 0                                    | 1                    | 14                            |
| Пол    | Производња и снабдевање   | Грађевинарство                | Трговина                             | Хотели и ресторани   | Саобраћај, складиштење и везе |
| Мушки  | 1                         | 1                             | 2                                    | 0                    | 2                             |
| Женски | 0                         | 0                             | 1                                    | 0                    | 0                             |
| УКУПНО | 1                         | 1                             | 3                                    | 0                    | 2                             |
| Пол    | Финансијско посредовање   | Некретнине                    | Државна управа и одбрана             | Образовање           | Здравствени и социјални рад   |
| Мушки  | 0                         | 0                             | 7                                    | 0                    | 0                             |
| Женски | 0                         | 0                             | 1                                    | 1                    | 1                             |
| УКУПНО | 0                         | 0                             | 8                                    | 1                    | 1                             |
| Пол    | Остале услужне активности | Приватна домаћинства          | Екстериторијалне организације и тела | Непознато            | Непознато                     |
| Мушки  | 1                         | 0                             | 0                                    | 0                    | 0                             |
| Женски | 0                         | 0                             | 0                                    | 2                    | 2                             |
| УКУПНО | 1                         | 0                             | 0                                    | 2                    | 2                             |